# USA:s Grand Prix 1965
USA:s Grand Prix 1965 var det nionde av tio lopp ingående i formel 1-VM 1965. 

## Resultat
1. Graham Hill, BRM, 9 poäng
2. Dan Gurney, Brabham-Climax, 6
3. Jack Brabham, Brabham-Climax, 4
4. Lorenzo Bandini, Ferrari, 3
5. Pedro Rodríguez, Ferrari, 2
6. Jochen Rindt, Cooper-Climax, 1
7. Richie Ginther, Honda
8. Joakim Bonnier, R R C Walker (Brabham-Climax)
9. Bob Bondurant, Ferrari
10. Richard Attwood, Reg Parnell (Lotus-BRM)
11. Jo Siffert, R R C Walker (Brabham-BRM)
12. Moisés Solana, Lotus-Climax
13. Ronnie Bucknum, Honda

### Förare som bröt loppet
- Jackie Stewart, BRM (varv 12, upphängning)
- Jim Clark, Lotus-Climax (11, motor)
- Bruce McLaren, Cooper-Climax (11, oljetryck)
- Mike Spence, Lotus-Climax (9, motor)
- Innes Ireland, Reg Parnell (Lotus-BRM) (9, illamående)